# Vườn quốc gia Ivvavik
Vườn quốc gia Ivvavik là một vườn quốc gia nằm tại Yukon, Canada. Ban đầu nó có tên là Vườn quốc gia Bắc Yukon sau đó đổi tên thành Ivvavik vào năm 1992 trong tiếng Inuktitut Tây Canada có nghĩa là "vườn ươm" hoặc "nơi sinh". Được tạo ra vào năm 1984, sau đàm phán giữa Chính phủ Canada với những người Inuvialuit ở Bắc Yukon, Ivvavik là vườn quốc gia đầu tiên ở Canada được thành lập theo thỏa thuận với những người thổ dân bản địa.
Vườn quốc gia bảo vệ khu vực tự nhiên của Dãy núi British chạy dọc theo hướng từ đông sang tây, song song với bờ Bắc Cực và giao với dãy Brooks tại Alaska. Đổ về phía Bắc qua vườn quốc gia từ dãy núi British là sông Firth, con sông cổ nhất tại Canada và được coi là một trong những nơi đi bè tuyệt vời nhất trên thế giới. Tại đầu nguồn là các tấm băng Aufeis quanh năm sau đó chảy qua các khu vực hẻm núi rộng lớn trước khi hình thành một đồng bằng lớn rồi đổ vào biển Beaufort ở phía tây đảo Herschel. Martyn Williams, Alan Dennis và Jim Boyde là những người đầu tiên đi bè trên sông. Các thợ khai thác vàng đã hoạt động trên sông Firth và tại Sheep Creek cho đến khi khu vực này trở thành vườn quốc gia. Khu vực xung quanh Sheep Creek là phần mở rộng môi trường sống xa nhất về phía bắc của loài cừu Dall ở Canada.
Vườn quốc gia có nhiều địa điểm văn hóa quan trọng đối với người Inuit và Indian dân bản địa vẫn còn được tiếp diễn. Bảo vệ một phần đất của đàn Tuần lộc Porcupine. Vườn quốc gia chỉ cho phép một số ít người đến thăm mỗi năm.
Bên bờ biển Beaufort là nơi kiếm ăn của nhiều loài thú săn bao gồm Sói Tây Bắc, Gấu đen Bắc Mỹ, Gấu nâu. Một số loài động vật đáng chú ý khác gồm có Chồn sói, Bò xạ hương, Cắt Bắc Cực, Cừu Dall, Chuột Lemming, Nai sừng tấm Alaska, Cáo Bắc Cực. Bên kia ranh giới, về phía phần Alaska của Hoa Kỳ là Khu bảo tồn Động vật hoang dã Quốc gia Bắc Cực. Phía đông nam là Vườn quốc gia Vuntut được thành lập năm 1995.